# The Lick
A The Lick című stúdióalbum az angol Definition of Sound együttes második albuma, mely 1992-ben jelent meg a Circa és Cardiac Records Inc. kiadóknál. Az albumról két kislemez jelent meg, a What Are You Under, és a Can I Get Over című dalok. Az album slágerlistás helyezést nem ért el, azonban a kislemezek slágerlistás helyezést értek el. A What Are You Under című dal a 4. helyezést érte el az amerikai Billboard dance listán, a Can I Get Over a 61. helyezett volt az angol kislemezlistán.

## Megjelenések
1. Looking Good Backing Vocals – Colin Emmanuel
2. Can I Get Over Backing Vocals – John Junior, Mark McPherson, Wayne Williams, Vocals – Ann-Marie Falconer
3. What Are You Under Vocals – Mark McPherson
4. Together Backing Vocals – Anju Sharda, Mark McPherson, Wayne Williams, Vocals – John Junior
5. Move Your Body Vocals – Colin Emmanuel
6. She Hangs Out
7. Sunshine And Rain Vocals – Mark McPherson>
8. Too Young To Know Vocals – Elaine Vassell
9. Travelling Man
10. Cry Vocals – Paula Clarke